# Maurice Evrard
Pour les articles homonymes, voir Evrard.
Maurice Evrard, né le 11 janvier 1890 et mort le 18 mars 1965 à Versailles,, est un directeur sportif d'équipes cyclistes professionnelles. Il est le patron emblématique de l'équipe cycliste Génial Lucifer dans les années 1940.
Il a également détenu le record du monde de l'heure en tandem.

## Biographie
Il est le directeur sportif de Génial Lucifer lors de la victoire de Jean Robic au Tour de France 1947 ; Jean Robic qu'il avait lui-même recruté en 1942  (Robic débute avec Génial Lucifer en 1943).

## Participation à des ouvrages
- Jean-Guy Modin (préf. Maurice Evrard et Raoul Rémy), Dans la roue de Robic..., Paris, Imprimerie Abécé, 1962, 304 p.